# Відмінок в українській мові
В українській мові налічують сім відмінків: називний, родовий, давальний, знахідний, орудний, місцевий і кличний. Парадигма відмінків включає однину і множину, у багатьох діалектах — також і двоїну. Особливістю парадигми двоїни є те, що форма називного в ній завжди збігається з формою знахідного та кличного, форма родового — з формою місцевого, а форма давального — з формою орудного.
Змінюються за відмінками ті частини мови, що прийнято звати іменами — іменники, прикметники, числівники, а також дієприкметники і займенники.

## Історія
Праіндоєвропейська відмінкова система характеризувалася наявністю восьми відмінків: називного, родового, відкладного, давального, знахідного, орудного, місцевого і кличного.
У ранній праслов'янській мові відкладний відмінок зникає, злившись з родовим і залишивши останньому своє закінчення основ на *-ŏ, а також свою семантику (відійти від нього, піти від саду). Позосталі сім відмінків були тотожні сучасним українським, але відрізнялися від них утворенням деяких форм, а також уживанням. Давньоруська відмінкова система в цілому зберігала риси праслов'янської, але в пам'ятках писемності спостерігають руйнування давніх типів відмінювання, їх змішування і заміну на інші під впливом граматичної аналогії.
Прикметною рисою праслов'янської і давньоруської відмінкової системи, що відрізняє її від сучасної української, було те, що тип відмінювання визначався не родом і закінченнями, а тематичними голосними ранньопраслов'янських основ — так званими детермінативами (до останніх також відносять приголосні звуки основ на приголосний). У зв'язку із занепадом редукованих і перерозкладанням морфемного складу тематичні звуки або зникли, або перейшли до закінчень, унаслідок чого змінився сам принцип відмінювання слів. У праслов'янський і давньоруській мовах налічують до 9 типів відмінювання (проти 4-ох сучасних), але типи з основою на *-s, *-n, *-nt, *-r часто об'єднують в один — «тип з основою на приголосний».

#### Тип з основою на *-ā
До іменників з основою на *-ā належали слова чоловічого та жіночого роду із закінченням називного відмінка однини -а, -я: рука, рыба, земля. Окрім того, до цього типу також належали нечисленні іменники жіночого роду із закінченням -и (кънѧгыни, рабыни).
| Відмінок  | Твердий варіант | Твердий варіант | Твердий варіант | М'який варіант           | М'який варіант              | М'який варіант              |
| Відмінок  | Однина          | Двоїна          | Множина         | Однина                   | Двоїна                      | Множина                     |
| --------- | --------------- | --------------- | --------------- | ------------------------ | --------------------------- | --------------------------- |
| Називний  | рука, рыба      | руцѣ, рыбѣ      | рукы, рыбы      | земля, кънѧгыни, душа    | земли, кънѧгыни, души       | землѣ, кънѧгынѣ, душѣ       |
| Родовий   | рукы, рыбы      | руку, рыбу      | рукъ, рыбъ      | землѣ, кънѧгынѣ, душѣ    | землю, кънѧгыню, душу       | земль, кънѧгынь, душь       |
| Давальний | руцѣ, рыбѣ      | рукама, рыбама  | рукамъ, рыбамъ  | земли, кънѧгыни, души    | земляма, кънѧгыняма, душама | землямъ, кънѧгынямъ, душамъ |
| Знахідний | руку, рыбу      | руцѣ, рыбѣ      | рукы, рыбы      | землю, кънѧгыню, душу    | землѣ, кънѧгынѣ, душѣ       | земли, кънѧгыни, души       |
| Орудний   | рукою, рыбою    | рукама, рыбама  | руками, рыбами  | землею, кънѧгынею, душею | земляма, кънѧгыняма, душама | землями, кънѧгынями, душами |
| Місцевий  | руцѣ, рыбѣ      | руку, рыбу      | рукахъ, рыбахъ  | земли, кънѧгыни, души    | землю, кънѧгыню, душу       | земляхъ, кънѧгыняхъ, душахъ |
| Кличний   | руко, рыбо      | руцѣ, рыбѣ      | рукы, рыбы      | земле, кънѧгыне, душе    | земли, кънѧгыни, души       | землѣ, кънѧгынѣ, душѣ       |

До типу з основою на *-ā сходить сучасна І-ша відміна (рука, риба, земля, княгиня). Іменники з давнім закінченням -и (кънѧгыни, рабыни) змінили його на -я (княгиня, рабиня), архаїчну форму зберігає лише слово пані, колись запозичене із західнослов'янських мов, але зараз воно є невідмінюванним іменником.

#### Тип з основою на *-ŏ
До іменників з основою на *-ŏ належали такі слова чоловічого роду, як городъ, братъ, другъ, вълкъ, ворогъ, духъ, столъ, мечь, мужь, краи, кънѧзь, отьць, а також слова середнього роду село, мѣсто, море, полѥ. Зі слів, що мали тільки форму множини, до твердої групи середнього роду цього типу належав й іменник ворота. У ранньопраслов'янській мові слова цього типу мали закінчення *-s, рідше *-m (*gŏrdŏs, *draugŏs, *vŏrgŏs, *stŏlŏs, *gūrdlŏm), яке надалі відпало відповідно до закону відкритого складу, а тематичний голосний -ŏ в іменників чоловічого роду перейшов (через проміжний звук *ŭ) у редукований *ъ, зберігшись як [o] у середнього. Деякі слова (наприклад, братъ) пізніше перейшли в нього з інших типів.
В іменників із задньоязиковими -г-, -к-, -х- у корені діє друга палаталізація перед -и, -ѣ (друзи, ворози, вълци, дуси, друзѣ, ворозѣ, вълцѣ, дусѣ, друзѣхъ, ворозѣхъ, вълцѣхъ, дусѣхъ). Наявність у слів м'якого варіанту із суфіксами -ць і -зь (отьць, кънѧзь) закінчення кличного відмінка -е (отьче, кънѧже) пояснюється тим, що первісно вони належали до твердої групи (ранньо-прасл. *otьkъ, *kъnęgъ), і тільки пізніше отримали м'які кореневі приголосні внаслідок третьої палаталізації.
| Відмінок  | Твердий варіант                    | Твердий варіант                    | Твердий варіант                    | М'який варіант                          | М'який варіант                          | М'який варіант                          |
| Відмінок  | Однина                             | Двоїна                             | Множина                            | Однина                                  | Двоїна                                  | Множина                                 |
| --------- | ---------------------------------- | ---------------------------------- | ---------------------------------- | --------------------------------------- | --------------------------------------- | --------------------------------------- |
| Називний  | городъ, другъ, братъ, село         | города, друга, брата, селѣ         | городи, друзи, брати, села         | отьць, мужь, конь, краи, полѥ           | отьця, мужя, коня, края, поли           | отьци, мужи, кони, краи, поля           |
| Родовий   | города, друга, брата, села         | городу, другу, брату, селу         | городъ, другъ, братъ, селъ         | отьця, мужя, коня, края, поля           | отьцю, мужю, коню, краю, полю           | отьць, мужь, конь, краи, поль           |
| Давальний | городу, другу, брату, селу         | городома, другома, братома, селома | городомъ, другомъ, братомъ, селомъ | отьцю, мужю, коню, краю, полю           | отьцема, мужема, конема, краѥма, полѥма | отьцемъ, мужемъ, конемъ, краѥмъ, полѥмъ |
| Знахідний | городъ, другъ, братъ, село         | города, друга, брата, селѣ         | городы, другы, браты, села         | отьць, мужь, конь, краи, полѥ           | отьця, мужя, коня, края, поли           | отьцѣ, мужѣ, конѣ, краѣ, поля           |
| Орудний   | городомь, другомь, братомь, селомь | городома, другома, братома, селома | городы, другы, браты, селы         | отьцемь, мужемь, конемь, краѥмь, полѥмь | отьцема, мужема, краѥма, полѥма         | отьци, мужи, кони, краи, поли           |
| Місцевий  | городѣ, друзѣ, братѣ, селѣ         | городу, другу, брату, селу         | городѣхъ, друзѣхъ, братѣхъ, селѣхъ | отьци, мужи, кони, краи, поли           | отьцю, мужю, коню, краю, полю           | отьцихъ, мужихъ, конихъ, краихъ, полихъ |
| Кличний   | городе, друже, брате, село         | города, друга, брата, селѣ         | городи, друзи, брати, села         | отьче, мужю, коню, краю, полѥ           | отьця, мужя, коня, края, поли           | отьци, мужи, кони, краи, поля           |

Від типу з основою на *-ŏ походить сучасна ІІ-га відміна. Але під впливом типів з основою на *-ŭ, *-ā та *-ĭ відбулися такі зміни в парадигмі: 1) у родовому множини чоловічого роду вживається переважно закінчення -ів, рідше -ей, лише в одиничних випадках ця форма збігається з називним однини (чобіт); 2) у давальному множини — закінчення -ам, -ям; 3) форми орудного множини набули закінчення -ами, -ями (городами, братами, селами, вітцями), а також -ьми (кіньми, грудьми); 4) у місцевому множини вживаються -ах, -ях; 5) у родовому однини поряд із закінченнями -а, -я вживаються -у, -ю; 6) у місцевому однини поряд із закінченням -і (від ѣ) і -ю вживають -у; 7) у давальному однини поряд із закінченнями -у, -ю вживаються -ові, -еві (за аналогією це спостерігається навіть у місцевому відмінку); 8) у кличному поряд із закінченнями -е, -ю вживається -у (діду).

#### Тип з основою на *-ŭ
До цього типу належали слова сынъ, вьрхъ, медъ, волъ, домъ, рѧдъ, садъ, полъ, санъ, чинъ, ледъ, грѣхъ, даръ, миръ, низъ, пиръ, солодъ, станъ, олъ, долъ та деякі інші. Тільки для небагатьох зі слів цього типу відмінювання можна знайти етимологічні відповідники в інших індоєвропейських мовах, що підтверджували наявність в минулому звука *ŭ (короткого u) в основі: д.-рус. сынъ — лит. sūnŭs; д.-рус. вьрхъ — лит. viršŭs, латис. virsus; д.-рус. медъ — лит. mĕdŭs, грец. μέδυ. Щодо слова домъ, то його ранньопраслов'янську форму відновлюють як *domŏs: первісно воно належало до типу з основою на *-ŏ, лише згодом перейшло в тип на *-ŭ (так само етимологічно споріднене лат. domus походить від ранішої форми *domos, пор. архаїчні форми давального й місцевого відмінків відповідно domo, domi). Як і в попередньому типі, первісно слова з основою на -ŭ мали закінчення -s (*sūnŭs > *sūnŭ > *synъ, *mĕdŭs > *mĕdŭ > *medъ), що відпав згідно із законом відкритого складу, а тематичний голосний -ŭ перейшов у редукований *ъ. Закінчення -ы (*-y) у формах двоїни і знахідного відмінка множини походить від *-ū — довгого варіанта *-ŭ.
Особливістю слів цього типу була основа деяких форм з прикінцевим -ов-, пов'язана з давнім чергуванням *ŭ і дифтонга *ou̯, що наприкінці слова монофтонгізувався в *-u, а перед голосними перетворився на *-ov-. Це ж сполучення -ov- можна помітити і в похідних прикметниках і іменниках від слів цього типу: синівський, синова, синовиця, верховий, медовий, рядовий, садовий, половина, льодовий, гріховний, даровий, мировий, солодовий, становий, низовий. Надалі за допомогою цього словотворчого елементу стали утворювати прикметники і слова, що походять з інших типів: книжковий, кишковий, городовий, столовий.
| Відмінок  | Однина                 | Двоїна                 | Множина                |
| --------- | ---------------------- | ---------------------- | ---------------------- |
| Називний  | сынъ, домъ, медъ       | сыны, домы, меды       | сынове, домове, медове |
| Родовий   | сыну, дому, меду       | сынову, домову, медову | сыновъ, домовъ, медовъ |
| Давальний | сынови, домови, медови | сынъма, домъма, медъма | сынъмъ, домъмъ, медъмъ |
| Знахідний | сынъ, домъ, медъ       | сыны, домы, меды       | сыны, домы, меды       |
| Орудний   | сынъмь, домъмь, медъмь | сынъма, домъма, медъма | сынъми, домъми, медъми |
| Місцевий  | сыну, дому, меду       | сынову, домову, медову | сынъхъ, домъхъ, медъхъ |
| Кличний   | сыну, дому, меду       | сыны, домы, меды       | сынове, домове, медове |

У сучасній мові цей тип зник, злившись з типом з основою на *-ŏ. Залишками його парадигми є такі риси ІІ відміни: 1) закінчення -ів (< -овъ) у родовому відмінку множини (синів, братів, городів, відчуттів), 2) закінчення -у (-ю) у родовому і місцевому однини (при цьому саме слово син набуло закінчень -а, -і за зразком типу на *-ŏ), а також закінчення -у, -ю в кличному і місцевому (сину, батьку, діду); 3) закінчення -ові, -еві у давальному однини (за аналогією це спостерігається навіть у місцевому відмінку), причому прикінцеве -і замість належного -и може пояснюватися впливом типу на *-ā (сучасної І відміни); 4) закінчення орудного однини -ом (без переходу o > i, що може свідчити про походження о від ъ); 5) закінчення кличного відмінка множини панове може походити від колишнього закінчення називного відмінка множини, але може також бути запозиченням з польської мови (panowie), у якій деякі слова продовжують утворювати множину за моделлю цього типу (członkowie, fotografowie, mężowie, synowie, uczniowie).

#### Тип з основою на *-ĭ
До цього типу належали слова як чоловічого (господь, путь, гость, гусь), так і жіночого роду (кость, дань, ночь, печь). Сюди ж належали й іменники. що вживалися тільки в множині — сани, сѣни, гусли, ясли. Наявність звука *ĭ в основі підтверджується порівнянням з лексичним матеріалом споріднених мов: д.-рус. гость — лат. hostĭs («ворог»), д.-рус. путь — лат. pontĭs (род. відм. від pons — «міст»), д.-рус. ночь — лит. naktìs, лат. noctĭs (род. відм. від nox — «ніч»). У ранньопраслов'янській мові внаслідок фонетичних змін після початку дії закону відкритого складу *ĭ перейшов у редукований *ь. Деякі звуки зазнали першої палаталізації (прасл. *noktĭs > *noktĭ > *nočĭ > *nočь).
Наявність у відмінкових і числових формах -ь, -и, -ьѥ, -ьи пов'язане з походженням -ь від *-ĭ, який чергувався зі своїм довгим варіантом *ī > -и (показником двоїни); переходом давнього дифтонга *ei̯ (показника родового відмінка) у закритому складі в -и (*-ei̯s > *i) і розпадом його у відкритому на -ь і -и (*-ei̯ĕ > *ьje, *-ei̯ĭ > *ьjь).
| Відмінок  | Чоловічий рід           | Чоловічий рід           | Чоловічий рід                                 | Жіночий рід                                     | Жіночий рід              | Жіночий рід                                     |
| Відмінок  | Однина                  | Двоїна                  | Множина                                       | Однина                                          | Двоїна                   | Множина                                         |
| --------- | ----------------------- | ----------------------- | --------------------------------------------- | ----------------------------------------------- | ------------------------ | ----------------------------------------------- |
| Називний  | путь, гость, зѧть       | пути, гости, зѧти       | пути (путьѥ), гости (гостьѥ), зѧти (зѧтьѥ)    | чьсть, кость, дань                              | чьсти, кости, дани       | чьсти, кости, дани                              |
| Родовий   | пути, гости, зѧти       | путью, гостью, зѧтью    | путьи (путии), гостьи (гостии), зѧтьи (зѧтии) | чьсти, кости, дани                              | чьстью, костью, данью    | чьстьи (чьстии), костеи (костии), данеи (дании) |
| Давальний | пути, гости, зѧти       | путьма, гостьма, зѧтьма | путьмъ, гостьмъ, зѧтьмъ                       | чьсти, кости, дани                              | чьстьма, костьма, даньма | чьстьмъ, костьмъ, даньмъ                        |
| Знахідний | путь, гость, зѧть       | пути, гости, зѧти       | пути, гости, зѧти                             | чьсть, кость, дань                              | чьсти, кости, дани       | чьсти, кости, дани                              |
| Орудний   | путьмь, гостьмь, зѧтьмь | путьма, гостьма, зѧтьма | путьми, гостьми, зѧтьми                       | чьстью (чьстию), костью (костию), данью (данию) | чьстьма, костьма, даньма | чьстьми, костьми, даньми                        |
| Місцевий  | пути, гости, зѧти       | путью, гостью, зѧтью    | путьхъ, гостьхъ, зѧтьхъ                       | чьсти, кости, дани                              | чьстью, костью, данью    | чьстьхъ, костьхъ, даньхъ                        |
| Кличний   | пути, гости, зѧти       | пути, гости, зѧти       | пути, гости, зѧти (зѧтьѥ)                     | чьсти, кости, дани                              | чьсти, кости, дани       | чьсти, кости, дани                              |

Від жіночого варіанту цього типу відмінювання походить сучасна ІІІ-тя відміна (честь, ніч, піч), лише закінчення кличного відмінка змінилося за аналогією до типу з основою на *-ŏ (честе, ноче, пече). Окрім того, від парадигми цього типу походить сучасне закінчення родового множини -ей (гостей, гусей, дверей, мишей) — від давнього ьи. Чоловічий варіант типу на *-ĭ зник, його слова набули закінчень за зразком типу на *-ŏ (гостя, зятя, гостю, зятю), давнє закінчення форми кличного відмінка зберегло лише слово «Господь» (Господи). Слово ясли зараз змінюється як іменник середнього роду (ясла) і належить до ІІ відміни (аналогічно до нього замість гуслі зрідка вживається гусла). Іменники путь і гусь, зберігши закінчення -і в родовому однини, змінили граматичний рід на жіночий — за аналогією з кість, суть, борть. Іменники жіночого роду долонь, мышь, пѣснь, набувши нових закінчень (долоня, миша, пісня), зараз відмінюються за зразком типу з основою на *-ā (слово миша, миш зберігає закінчення родового множини -ей).

#### Тип з основою на *-ū
До іменників з основою на *-ū належали нечисленні слова жіночого роду з прикінцевим -ы: букы, любы, свекры, жьрны, цьркы, хоругы, коты, ятры, неплоды, тыкы, смокы та деякі інші. Тематичний голосний основи *-ū сходив до праіндоєвропейського довгого u (*-ū) і надалі перейшов у звук *y («ы»). Більшість з них мають питомо слов'янське походження, букы, цьркы, хоругы вважають давніми германізмами. Для більшості слів цього типу в письмових пам'ятках засвідчені лише форми однини та множини, форми двоїни є значною мірою гіпотетичними. Окремої форми кличного відмінка в цих іменників не існувало.
Характерною рисою слів цього типу є суфікс-нарощення -ъв- у непрямих відмінках, а також у формах двоїни й множини називного. Воно пов'язане з чергуванням ū і дифтонга ŭu̯, що надалі перетворився на -ъv. Іноді для іменників з основою на *-ū взагалі не виділяють окремого типу, зазначаючи, що в однині вони відмінюються подібно словам з основою на приголосний, а в множині — подібно словам з основою на *-ā.
До цього типу, очевидно, у дописьмовий період також належали слова кръвь і бръвь (прасл. *kry, *bry). На це можуть вказувати спільність парадигми у непрямих відмінках, а також засвідченість форми kry в пам'ятках старопольської мови. У кириличних і глаголичних же пам'ятках відомі лише кръвь і бръвь, що за походженням є формами знахідного відмінка. Очевидно, до типу з основою на *-ū колись належало і слово «морква» (прасл. *mъr̥ky), а також «Москва» (незасвідчена пам'ятками форма називного відмінка мала бути *Москы).
| Відмінок  | Однина                                                        | Двоїна                                                  | Множина                         |
| --------- | ------------------------------------------------------------- | ------------------------------------------------------- | ------------------------------- |
| Називний  | букы, цьркы, свекры                                           | букъви (букъвѣ), цьркъви (цьркъвѣ), свекръви (свекръвѣ) | букъве, цьркъве, свекръве       |
| Родовий   | букъве, цьркъве, свекръве                                     | букъву, цьркъву, свекръву                               | букъвъ, цьркъвъ, свекръвъ       |
| Давальний | букъви, цьркъви, свекръви                                     | букъвама, цьркъвама, свекръвама                         | букъвамъ, цьркъвамъ, свекръвамъ |
| Знахідний | букъвь, цьркъвь, свекръвь                                     | букъви (букъвѣ), цьркъви (цьркъвѣ), свекръви (свекръвѣ) | букъвы, цьркъвы, свекръвы       |
| Орудний   | букъвью (букъвию), цьркъвью (цьркъвию), свекръвью (свекръвию) | букъвама, цьркъвама, свекръвама                         | букъвами, цьркъвами, свекръвами |
| Місцевий  | букъве, цьркъве, свекръве                                     | букъву, цьркъву, свекръву                               | букъвахъ, цьркъвахъ, свекръвахъ |

У сучасній мові цей тип повністю зник: слова букы, цьркы, свекры, бръвь, хоругы, коты набули нових закінчень і перейшли до І відміни (буква, церква, свекруха, брова, хоругва, кітва), любы, кръвь — до ІІІ (любов, кров), жьрны — до ІІ (жорно).

#### Тип з основою на приголосний
До цього типу відносять іменники, що не мають тематичних голосних, а їхніми детермінативами є прикінцеві приголосні основ. Залежно від цього приголосного цей тип поділюють на такі підтипи: з основою на *-n, на *-nt, на *-s і на *-r.
Підтип з основою на *-n включав такі слова чоловічого роду, як камы («камінь»), дьнь, ремень, ячьмень, корень, всі іменники із суфіксами -ель (учитель, житель, приѧтель), -арь (мытарь, рыбарь) та -инъ (галичанинъ, кыянинъ, людинъ). У слів останньої групи в множині суфікс одиничності -инъ зникав (галичане, кыяне, люде).
До підтипу на *-n належали також іменники середнього роду з нарощенням -ен- (имѧ, стремѧ, племѧ, сѣмѧ, тѣмѧ, вымѧ, письмѧ, чисьмѧ).
У називному однини іменники чоловічого роду цього підтипу первісно мали закінчення *y («ы»), але пам'ятки писемності зберегли з ним тільки два слова — камы і староцерк.-слов. пламы («полум'я»), що відповідає д.-рус. поломя. В інших словах архаїчне закінчення називного *y змінилося закінченням знахідного відмінка -nь: ремень — від прасл. *remy; ѩчьмень, ячьмень — від прасл. *(j)ęčьmy; корень — від прасл. *kory або *korę (в останньому прикладі можливий перехід слова з середнього в чоловічий).
Іменники середнього роду цього підтипу мали в називному однини закінчення ѧ (у пам'ятках Стародавньої Русі замість ѧ також писали «йотоване а»), що за походженням був носовим *ę.
Для деяких іменників цього підтипу вдається знайти споріднені слова в інших індоєвропейських мовах, що підтверджують наявність у давнину прикінцевого *n: камы < ранньо-прасл. *kamōn — грец. άκμων («ковадло»); сѣмѧ < ранньо-прасл. sēmen — лат. sēmen; имѧ < ранньо-прасл. *ьnmen — лат. nomen. Доля цього давнього закінчення склалася по-різному. Сполучення -ōn перейшло в -ūn, потім прикінцевий -n зник відповідно до закону відкритого складу, а -ū перетворився на звук *y. У слів з прикінцевим *-en відповідно до того ж закону відбулася назалізація, щоб розкрити склад, і утворився носовий *ę (прасл. *sěmę, *imę). У непрямих відмінках, а також у двоїні та множині називного, давній -n зберігається (камене, сѣмене, имене).
| Відмінок  | Чоловічий рід               | Чоловічий рід                               | Чоловічий рід             | Середній рід | Середній рід | Середній рід |
| Відмінок  | Однина                      | Двоїна                                      | Множина                   | Однина       | Двоїна       | Множина      |
| --------- | --------------------------- | ------------------------------------------- | ------------------------- | ------------ | ------------ | ------------ |
| Називний  | камы, дьнь, кыянинъ         | камени (каменѣ), дьни (дьнѣ), кыяни (кыянѣ) | камене, дьне, кыяне       | имѧ          | именѣ        | имена        |
| Родовий   | камене, дьне, кыянине       | камену, дьну, кыяну                         | каменъ, дьнъ, кыянъ       | имене        | имену        | именъ        |
| Давальний | камени, дьни, кыянини       | каменьма, дьньма, кыяньма                   | каменьмъ, дьньмъ, кыяньмъ | имени        | именьма      | именьмъ      |
| Знахідний | камень, дьнь, кыянинъ       | камени (каменѣ), дьни (дьнѣ), кыяни (кыянѣ) | камени, дьни, кыяни       | имѧ          | именѣ        | имена        |
| Орудний   | каменьмь, дьньмь, кыяниньмь | каменьма, дьньма, кыяньма                   | каменьми, дьньми, кыяньми | именьмь      | именьма      | имены        |
| Місцевий  | камене, дьне, кыянине       | камену, дьну, кыяну                         | каменьхъ, дьньхъ, кыяньхъ | имене        | имену        | именьхъ      |

Слова, що відмінювалися за чоловічим варіантом цього підтипу (камы, дьнь) тепер перейшли до ІІ відміни (камінь, день, киянин). Іменники середнього роду з нарощенням -ен- зберегли свою парадигму і разом з наступним підтипом утворюють IV-ту відміну (ім'я, плем'я), закінчення орудного множини -ы змінилося на -ами під впливом типу з основою на *-ā. Реліктом давньої парадигми іменника «день» є прислівник «сьогодні» (сего дьне — «цього дня»).
До підтипу на *-nt належали слова середнього роду, що позначали дитинчат тварин, а також дітей до 7-ми років: ягнѧ, телѧ, козьлѧ, жеребѧ, поросѧ, робѧ, дитѧ (дѣтѧ). Прикінцевий ѧ за походженням був носовим *ę, що розвинувся з ранньопраслов'янського сполучення *-ent, приголосний *t наприкінці зник відповідно до закону відкритого складу. У непрямих відмінках, а також у формах двоїни та множини називного давній *t зберігається (ягнѧте, телѧте, ослѧте).
| Відмінок  | Однина                                                | Двоїна                                                | Множина                        |
| --------- | ----------------------------------------------------- | ----------------------------------------------------- | ------------------------------ |
| Називний  | ягнѧ, телѧ, отрочѧ                                    | ягнѧти (ягнѧтѣ), телѧти (телѧтѣ), отрочѧти (отрочѧтѣ) | ягнѧта, телѧта, отрочѧта       |
| Родовий   | ягнѧте (ягнѧти), телѧте (телѧти), отрочѧте (отрочѧти) | ягнѧту, телѧту                                        | ягнѧтъ, телѧтъ, отрочѧтъ       |
| Давальний | ягнѧти, телѧти, отрочѧти                              | ягнѧтьма, телѧтьма, отрочѧтьма                        | ягнѧтьмъ, телѧтьмъ, отрочѧтьмъ |
| Знахідний | ягнѧ, телѧ, отрочѧ                                    | ягнѧти (ягнѧтѣ), телѧти (телѧтѣ), отрочѧти (отрочѧтѣ) | ягнѧта, телѧта, отрочѧта       |
| Орудний   | ягнѧтьмь, телѧтьмь, отрочѧтьмь                        | ягнѧтьма, телѧтьма, отрочѧтьма                        | ягнѧты, телѧты, отрочѧты       |
| Місцевий  | ягнѧте, телѧте, отрочѧте                              | ягнѧту, телѧту                                        | ягнѧтьхъ, телѧтьхъ, отрочѧтьхъ |

Слова цього підтипу в цілому зберегли свою парадигму і разом з іменниками середнього роду підтипу на *-n зараз утворюють IV-ту відміну (ягня, теля, маля, дитинча, немовля). Відміностями сучасної парадигми від історичної є втрата суфікса-нарощення в орудному однини (-ям замість -ѧтьмь) і поява закінчення орудного множини за зразком типу з основою на *-ā (-ами замість -ы).
До підтипу з основою на *-s належали слова середнього роду небо, коло, око, ухо, тѣло, слово, чудо. Вони мали в непрямих відмінках, а також у формах двоїни та множини називного суфікс-нарощення -ес-, що був пов'язаний за походженням з давнім закінченням називного однини *-ŏs (ранньо-прасл. *nĕbŏs, *ŏkŏs), яке у формах непрямих відмінків і множини перейшло в -ĕs-.
| Відмінок  | Однина                                                             | Двоїна                               | Множина                                |
| --------- | ------------------------------------------------------------------ | ------------------------------------ | -------------------------------------- |
| Називний  | небо, коло, слово, око                                             | небесѣ, колесѣ, словесѣ, очи         | небеса, колеса, словеса, очеса         |
| Родовий   | небесе, колесе, словесе, очесе                                     | небесу, колесу, словесу, очию        | небесъ, колесъ, словесъ, очесъ         |
| Давальний | небеси, колеси, словеси, очеси                                     | небесьма, колесьма, словесьма, очима | небесьмъ, колесьмъ, словесьмъ, очесьмъ |
| Знахідний | небо, коло, слово, око                                             | небесѣ, колесѣ, словесѣ, очи         | небеса, колеса, словеса, очеса         |
| Орудний   | небесьмь, колесьмь, словесьмь, очесьмь                             | небесьма, колесьма, словесьма, очима | небесы, колесы, словесы, очесы         |
| Місцевий  | небесе (небеси), колесе (колеси), словесе (словеси), очесе (очеси) | небесу, колесу, словесу, очию        | небесьхъ, колесьхъ, словесьхъ, очесьхъ |

Слова око, ухо частіше вживалися у формі двоїни — очи, уши.
| Називний  | очи, уши     |
| Родовий   | очию, ушию   |
| Давальний | очима, ушима |
| Знахідний | очи, уши     |
| Орудний   | очима, ушима |
| Місцевий  | очию, ушию   |

Цей підтип відмінювання зник, його слова набули нових закінчень за зразком іменників середнього роду з основою на *-ŏ і зараз перебувають у ІІ-ій відміні (слова, тіла, кола, слів, тіл, кіл). Тільки у слів небо і чудо зберігаються форми множини з давнім нарощенням -ес- (небеса, чудеса), як архаїчні трапляються форми словеса і тілеса, закінчення орудного множини -ы змінилося на -ами під впливом типу з основою на *-ā. Слово око утворює форми однини за зразком типу з основою на *-ŏ (ока, оку, оці), а множину — від форм колишньої двоїни (очей, очам, очима), рідше аналогічні форми множини вживаються і для іменника вухо (вушей, вушам, вушами). Форма множини колеса «переосмислила» нарощення -ес- як частину кореня й утворила нове слово колесо. Давній суфікс-нарощення зберігається і в багатьох похідних прикметниках від слів цього підтипу: небесний, чудесний, словесний, тілесний.
До варіанту цього типу з основою на *-r у письмовий період належали всього два слова жіночого роду — мати і дъчи. У називному однини вони мали закінчення -и, що походить від ранньопраслов'янського -er (пор. нім. Mutter, лат. mater — «мати», нім. Tochter, перс. دختر — «дочка»), де останній приголосний зник, а -e перейшов у -i. Вважають, що в ранньопраслов'янській мові до підтипу на *-r належали також братъ (пор. староцерк.-слов. братръ, нім. Bruder, лат. frater), сестра (пор. нім. Schwester, лат. soror), нетии, ятры.
| Відмінок  | Однина                               | Двоїна                             | Множина                            |
| --------- | ------------------------------------ | ---------------------------------- | ---------------------------------- |
| Називний  | мати, дъчи                           | матери, дъчери                     | матере (матери), дъчере (дъчери)   |
| Родовий   | матере, дъчере                       | матеру (материю), дъчеру (дъчерию) | матеръ (материи), дъчеръ (дъчерии) |
| Давальний | матери, дъчери                       | матерьма, дъчерьма                 | матерьмъ, дъчерьмъ                 |
| Знахідний | матерь, дъчерь                       | матери, дъчери                     | матери (матере), дъчери (дъчере)   |
| Орудний   | матерью (материю), дъчерью (дъчерию) | матерьма, дъчерьма                 | матерьми, дъчерьми                 |
| Місцевий  | матере (матери), дъчере (дъчери)     | матеру (материю), дъчеру (дъчерию) | матерьхъ, дъчерьхъ                 |

Окремих форм кличного відмінка іменники цієї групи не мали, замість нього вживалася форма називного. У сучасній мові слово мати належить до ІІІ відміни (утворює свій особливий підтип), а дъчи, отримавши закінчення -ка (укр. дочка), перейшло до І відміни. Форма дочір/дочер збереглася досі в деяких говорах.

### Відмінювання прикметників
Відмінювання коротких прикметників
Короткі прикметники відмінювалися аналогічно іменникам: форми чоловічого і середнього роду — як іменники з основою на *-ŏ, форми жіночого — як іменники з основою на *-ā. Нижче дані приклади для твердого (добръ) і м'якого (синь) варіантів відмінювання.
| Відмінок  | Чоловічий рід              | Чоловічий рід   | Чоловічий рід   | Середній рід    | Середній рід    | Середній рід    | Жіночий рід   | Жіночий рід     | Жіночий рід     |
| --------- | -------------------------- | --------------- | --------------- | --------------- | --------------- | --------------- | ------------- | --------------- | --------------- |
| Відмінок  | Однина                     | Двоїна          | Множина         | Однина          | Двоїна          | Множина         | Однина        | Двоїна          | Множина         |
| Називний  | добръ, синь                | добра, синя     | добри, сини     | добро, синѥ     | добрѣ, сини     | добра, синя     | добра, синя   | добрѣ, сини     | добры, синѣ     |
| Родовий   | добра, синя                | добру, синю     | добръ, синь     | добра, синя     | добру, синю     | добръ, синь     | добры, синѣ   | добру, синю     | добръ, синь     |
| Давальний | добру, синю                | доброма, синема | добромъ, синемъ | добру, синю     | доброма, синема | добромъ, синемъ | добрѣ, сини   | добрама, синяма | добрамъ, синямъ |
| Знахідний | добръ (добра), синь (синя) | добра, синя     | добры, синѣ     | добро, синѥ     | добрѣ, сини     | добра, синя     | добру, синю   | добрѣ, сини     | добры, синѣ     |
| Орудний   | добръмь, синьмь            | доброма, синема | добры, сини     | добръмь, синьмь | доброма, синема | добры, сини     | доброю, синею | добрама, синяма | добрами, синями |
| Місцевий  | добрѣ, сини                | добру, синю     | добрѣхъ, синихъ | добрѣ, сини     | добру, синю     | добрѣхъ, синихъ | добрѣ, сини   | добру, синю     | добрахъ, синяхъ |

Відмінювання повних прикметників
Повні прикметники могли відмінюватися по-різному: в одному разі змінювалася іменна частина разом з вказівним займенником, у другому — лише вказівний займенник.

### Відмінювання числівників
У давньоруській і прасловя'нській мовах лічильні слова не утворювали окремої частини мови. Слова для позначення чисел 1-4 являли собою прикметники: одинъ і дъва, дъвѣ відмінювалися як займенники, триє, три — як короткий прикметник або іменник з основою на *-ĭ у множині, четыре, четыри — як короткий прикметник або іменник з основою на приголосний у множині. Решта лічильних слів були іменниками: слова для позначення чисел 5-9 відмінювалися подібно іменникам жіночого роду з основою на *-ĭ (пѧть, пѧти, пѧтью), слово десѧть могло відмінюватися за зразком типу на *-ĭ і типу на приголосний. Іменник чоловічого роду сорокъ й іменники середнього роду девѧносъто, съто відмінювалися за типом з основою на *-ŏ, іменник жіночого роду тысѧча — за типом з основою на *-ā.

## Сучасність
Відмінкова система сучасної української мови складається з сімох відмінків і чотирьох типів відмінювання, що називаються відмінами. Граматична категорія двоїни офіційно відсутня у сучасній мові, її давні форми витіснені формами множини.
За відмінками змінюються іменники, прикметники, дієприкметники, числівники і займенники. Відмінювання дієслів називається дієвідмінюванням, а прислівники, дієприслівники, прийменники, сполучники, частки, вигуки належать до незмінних частин мови.
Деякі запозичені слова не відмінюються: всі їхні відмінкові форми збігаються з формою називного (радіо, ательє, безе, суфле), відсутнє в них і змінювання за числами.

### Відміни
Перша відміна
До неї належать слова із закінченнями -а, -я. Здебільшого вони жіночого роду, але трапляються між ними і слова чоловічого (воєвода, паливода, хлопчина). Цей тип сучасного відмінювання походить від давнього типу з основою на *-ā і складається здебільшого з колишніх іменників цього типу, а також з більшості слів давнього типу з основою на *-ū (брова, буква, морква, церква, смоква, тиква, хоругва), і деяких слів типу з основою на *-ĭ (долоня, миша, пісня).
Друга відміна
До неї належать іменники давнього типу з основою на *-ŏ (брат, город, друг, отець, село, поле, місто), типу з основою на *-ŭ (син, дім, віл, верх, мед), майже всі слова чоловічого роду давнього типу відмінювання з основою на *-ĭ (зять, гість), слова типу на приголосний підтипу з основою на *-n чоловічого роду (камінь, ремінь, корінь, киянин), деякі слова цього підтипу середнього роду (стремено, рамено) і підтипу з основою на *-s (небо, чудо, слово, коло, колесо), а також одне слово колишнього типу з основою на *-ū (жорно).
Третя відміна
До третьої відміни належать більшість іменників жіночого роду давнього типу відмінювання з основою на *-ĭ (ніч, піч, вість, кість), а також слова путь і гусь, що змінили рід з чоловічого на жіночий. Окрім того, до цієї відміни належать окремі слова давнього типу з основою на *-ū (кров, любов), і одне слово з типу з основою на приголосний підтипу на *-r (мати).
Четверта відміна
До цієї відміни належать всі слова давнього типу на приголосний підтипу з основою на *-nt (ягня, теля, маля, дитя, немовля) і майже всі слова середнього роду підтипу з основою на *-n (ім'я, тім'я, вим'я, плем'я).

### Відмінки
Називний
Називний відмінок або номінатив відповідає на питання «Хто?», «Що?». Є словниковою формою слова, виражає підмет у реченні. Як в усіх мовах номінативного ладу, в українській називний відмінок слугує для позначення агенсу.
Родовий
Родовий відмінок або генетив відповідає на питання «Кого?», «Чого?». У слов'янських мовах утворився від злиття праіндоєвропейських родового і відкладного, тому об'єднує їхні значення.
Давальний
Давальний відмінок або датив відповідає на питання «Кому?», «Чому?».
Знахідний
Знахідний відмінок або акузатив відповідає на питання «Кого?», «Що?». Виражає прямий додаток, де вживається без прийменника з перехідними дієсловами, рідше виражає обставину, де вживається з прийменником (увійти у воду, піднятися у повітря). Як в усіх мовах номінативного ладу, в українській знахідний відмінок слугує для позначення пацієнсу.
Орудний
Орудний відмінок або інструментал відповідає на питання «Ким?», «Чим?». Частіше за все виражає обставину: часову (днями, ночами, часом), просторову (шляхом, морем, вулицею), образу дії (рукою, працею). Рідше слугує для вираження іменного присудка (він став моряком).
Місцевий
Місцевий відмінок або локатив відповідає на питання «На кому?», «На чому?» («На кім?», «На чім?»). Виражає обставину, частіше просторову (на морі, по морях, у полях), рідше часову (по закінченні). У давньоруській мові міг вживатися без прийменника, зараз вживається тільки з прийменниками.
Кличний
Кличний відмінок або вокатив (не має свого питання) слугує для звертання. Окремі форми кличного мають іменники чоловічого і жіночого роду однини (за винятком слова мати), в іменників середнього роду, а також у множині для звертання вживається форма називного відмінка. Для слова пан існує форма кличного відмінка множини — панове, що походить від архаїчної форми множини називного.

### Відмінювання інших частин мови
Прикметник
У сучасній мові розрізнюються короткі і повні форми прикметників, останні в свою чергу, поділюються на стягнені і нестягнені. Короткі прикметники походять від форм називного відмінка давньоруських коротких прикметників, і як правило, не відмінюються. Парадигма повних стягнених прикметників сполучує в собі риси парадигм як давньоруських коротких прикметників (добрі, сині, добру, синю), так і повних прикметників (добрих, синіх, доброї, синьої); парадигма нестягнених повторює давню парадигму повних прикметників (добрії, синії, добрую, синюю) й має багато спільного з відмінковими формами займенників.
Займенник
Відмінювання особових займенників залишилося майже без змін (за винятком виходу з ужитку форм двоїни і родових форм множини); парадигми вказівних займенників онъ і и об'єдналися й утворили сучасні відмінкові форми особових займенників 3 особи він, вона, воно.
Числівник
У сучасній мові лічильні слова вже утворюють окрему частину мови — числівник. Слова один і два продовжують змінюватися за родами, у той час як три і чотири втратили родові форми (обидва вживаються в колишніх формах жіночо-середнього роду). Числівники для позначення чисел 5-10 набули нового закінчення орудного -ьма, а також паралельних закінчень у родовому і давальному -ьох, -ьом — за аналогією до три і чотири. Змінилася і система узгодження лічильних слів з іменниками: з числівниками для 2—4 вживаються форми множини називного відмінка із наголосом родового однини (два друзі, три брати, чотири сини), з рештою продовжує вживатися родовий відмінок множини (п'ять братів, сім жінок).